# W moich oczach
W Moich Oczach – polska niezależna wytwórnia muzyczna działająca w Katowicach od września 1996. Zajmuje się wydawaniem muzyki alternatywnej, głównie z gatunku reggae. Jej nazwa pochodzi od fanzinu, który wcześniej tworzył założyciel wytwórni Sławomir Pakos.

## Katalog
- OKO 1 - Tabu Duby Pro - Jah - Acts (MC)
- OKO 2 - Hypnotix Right Time (MC)
- OKO 3 - Vibes & Power Lions (MC)
- OKO 4 - 3K Enedue (MC, CD)
- OKO 5 - Royal Kushite Philharmonic Orchestra Kush Kush Kush (MC)
- OKO 6 - Stage of Unity Jah Brings I&I (MC)
- OKO 7 - The Disciples Meet The Rootsman Rebirth (MC)
- OKO 8 - The Disciples Meet Dayjah Storm Clouds (MC)
- OKO 9 - Izrael Biada, Biada, Biada (MC, CD)
- EYE 10 - Submission Vol. 1 \ Live in Prague (MC)
- OKO 11 - Tabu Duby Trans - Fusion In Dub (MC)
- OKO 12 - Piotr Piper One Drop (MC)
- EYE 13 - The Rootsman 52 Days To Timbuktu (MC)
- EYE 14 - The Rootsman 12'Mixes (MC)
- OKO 15 - Habakuk Mniam! Mniam! Rege (MC, CD)
- OKO 16 - Archinta Intus (MC)
- OKO 17 - Izrael Nabij faję (MC, CD)
- OKO 18 - Izrael Duchowa rewolucja (MC, CD)
- OKO 19 - Paprika Korps Kolejny krok (MC)
- OKO 20 - kompilacja ...Reggae'owych Świąt! (MC, CD)
- OKO 21 - Maka Ron From Poland to Dubland (MC)
- EYE 22 - The Rootsman Realms of Unseen (MC)
- OKO 23 - Come & Go Ezotension (MC)
- OKO 24 - Wszystkie Wschody Słońca All Sunrises (MC, CD)
- OKO 25 - Bakshish B3 (MC, CD)
- OKO 26 - Izrael 1991 (MC, CD)
- EYE 27 - Cool Breeze Sound System Rocking With the Love Grocer (MC)
- OKO 28 - Bakshish Jak Łzy (CD)
- OKO 29 - Izrael Życie jak muzyka – Live ’93 (MC, CD)
- OKO 30 - Habakuk Rub Pulse (MC, CD)
- OKO 31 - Paprika Korps Przede Wszystkim Muzyki (MC, CD)
- OKO 32 - Aggafari Repatration Time & Dub (MC, CD)
- OKO 33 - Treesland Odnajdź siebie (MC, CD)
- OKO 34 - Izrael In Dub (CD)
- OKO 35 - Spejs Braders Prowadź Nas (MC, CD)
- OKO 36 - Tumbao Rise My Soul (MC, CD)
- EYE 37 - Earl 16 Cyber Roots Reggae (MC, CD)
- OKO 38 - Indios Bravos Mental Revolution (MC, CD)
- OKO 39 - Maka Ron Dubology (MC, CD)
- OKO 40 - Paprika Korps Telewizor (MC, CD)
- OKO 41 - Będzie Dobrze Human NRG (CD)
- OKO 42 - Druga Strona Lustra Fundamental/Propaganda (CD)
- OKO 43 - Druga Strona Lustra Język Żywiołów (CD)
- OKO 44 - V/A Far Away From Jamaica (CD)
- OKO 45 - Max i Kelner Tehno Terror (CD)
- OKO 46 - T.Duby Friends - Lost Soundtrack (CD)
- OKO 47 - Muariolanza Po drugiej stronie Przemszy 2008 (CD)
- OKO 48 - Maxim Jammin Druga strona lustra 2008 (CD)
- OKO 49 - Muariolanza Wszystko będzie inaczej 2009 (CD)
- OKO 50/ML 14 - Południca! Spóźnione wejście w XXI wiek (2010) CD
- ML 1 - Deadlock Ambicja (MC, CD)
- ML 2 - Blade Loki Psy i Koty (MC, CD)
- ML 3 - kompilacja Dolina Lalek - Tribute To Kryzys (MC, CD)
- ML 4 - kompilacja Małe psy (CD)
- ML 5 - kompilacja Dolina Lalek - Tribute To Kryzys, vol. 2 (CD)
- ML 6 - Brak Brak (CD)
- ML 7 - reedycja Armia Legenda (LP)
- ML 8 - Siekiera Na wszystkich frontach świata (CD)
- ML 9 - Siekiera 1984 (LP)
- ML 10 - Made in Poland Martwy Kabaret (CD)
- ML 11 - Bakshish Back-szysz (1 czas) (CD)
- ML 12 - reedycja Armia Triodante (LP)
- ML 13 - Mikrofony Kaniony Mikrofony Kaniony (CD, LP)
- MAZ 001 - Mad Professor Dubtronic (MC)
- MJM 166 - Bakszysz One Love (CD)
- GR007 - Falarek Band Falarek (CD)